# アメリカ合衆国副大統領代理

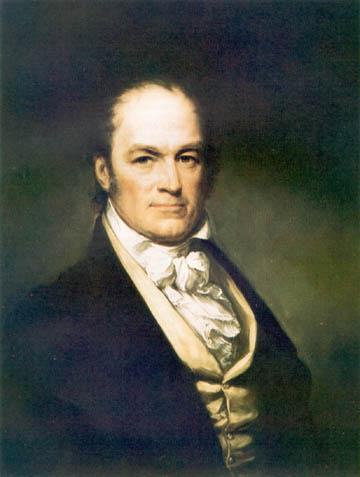
ウィリアム・クロウフォードは、副大統領が欠けたのち、大統領継承順位が最も近くなった最初の人物となった

アメリカ合衆国副大統領代理（アメリカがっしゅうこくふくだいとうりょうだいり、Acting Vice President of the United States）とは、副大統領が欠けた場合に時折用いられた、非公式の称号である。
上院仮議長は、副大統領職が死亡、辞任、解任、または大統領職の継承によって欠けた場合に、上院議長の職務を行う。1792年大統領継承法に基づき、副大統領が欠けた場合は、上院仮議長が大統領権限の筆頭継承者となった。歴史的には、こうした状況下で上院仮議長に「副大統領代理」を任せた例は何度かあった。しかし、憲法の下でも連邦法の下でも、そして社会的に認められた伝統の下でも、そのような公職は存在しない。代理の範囲内でさえ、これまで「副大統領代理」と見做された者が大統領権限を継承したことはなかった。ラファイエット・フォスターとベンジャミン・ウェイドは、大統領職の椅子に最も近い人物となった。そして、1886年大統領継承法の成立後は、上院仮議長は、もはや副大統領に次ぐ大統領職継承者ではなくなった。
にもかかわらず、ジェームズ・イーストランド（ミシシッピ州選出上院議員）は、2度「副大統領代理」と称された。1度目はスピロ・アグニュー副大統領の辞任後、2度目はジェラルド・フォードの大統領職継承後である。
1964年、リチャード・ニュースタット（著名な政治学者で大統領顧問。ジョン・F・ケネディ行政大学院の創始者）は上院司法委員会の憲法修正条項に関する特別委員会に先立っての公聴会で、法定職たる副大統領代理の創設を提案したが、この提案が採用されることはなかった。